# Donna Mitchell
Donna Mitchell ist eine US-amerikanische Schauspielerin.

## Leben
1973 hatte Mitchell bei dem Film Der Exorzist erstmals eine Rolle inne. 1976 hatte sie ihre erste Rolle in der Fernsehserie Kojak – Einsatz in Manhattan. Sie spielte 1986 in der Fernsehserie California Clan erstmals einen größeren Handlungsbogen. Mitchell spielte 1992 in der Fernsehserie Jung und Leidenschaftlich – Wie das Leben so spielt einen größeren Handlungsbogen.
Sie war eine Zeit lang das Lieblingsmotiv von Bob Richardson.

## Filmografie
- 1973: Der Exorzist (The Exorcist)
- 1975: The Happy Hooker
- 1976: Kojak – Einsatz in Manhattan (Kojak, Fernsehserie, Folge 4x01)
- 1977: Nanette: An Aside (Fernsehfilm)
- 1979: The Bell Jar
- 1980: Big Blonde (Fernsehfilm)
- 1981: Der Fanatiker (The Fan)
- 1982: Polizei-Komplott (A Question of Honor, Fernsehfilm)
- 1983: Annas Geheimnis (Anna to the Infinite Power, Fernsehfilm)
- 1984: A Doctor’s Story (Fernsehfilm)
- 1984: Herz ist Trumpf (For Love or Money, Fernsehfilm)
- 1985: Spenser (Spenser: For Hire, Fernsehserie, Folge 1x01)
- 1985: Kate & Allie (Fernsehserie, Folge 3x06)
- 1986: California Clan (Santa Barbara, Fernsehserie, 2 Folgen)
- 1986: Cagney & Lacey (Fernsehserie, Folge 6x06)
- 1987: Matlock (Fernsehserie, Folge 1x20)
- 1987: Ein Engel auf Erden (Highway to Heaven, Fernsehserie, Folge 3x25 Tod auf Bewährung)
- 1987: J.J. Starbuck (Fernsehserie, Folge 1x01)
- 1987: Unter Null (Less Than Zero)
- 1988: Der Couch-Trip (The Couch Trip)
- 1988: Moving Target (Fernsehfilm)
- 1988: Hunter (Fernsehserie, 2 Folgen)
- 1988: Dallas (Fernsehserie, Folge 11x21 Erbitterter Kampf)
- 1988: In der Hitze der Nacht (In the Heat of the Night, Fernsehserie, Folge 1x03)
- 1988: Down Delaware Road (Fernsehfilm)
- 1988: Shadows in the Storm – Die dunklen Schatten der Leidenschaft (Shadows in the Storm)
- 1989: Gideon Oliver (Fernsehserie, Folge 1x01)
- 1989: Der Nachtfalke (Midnight Caller, Fernsehserie, Folge 1x15)
- 1989: Tödliche Stille (A Deadly Silence, Fernsehfilm)
- 1989: Generations (Fernsehserie, Folge 1x74)
- 1990: Psycho IV – The Beginning (Fernsehfilm)
- 1990: Rookie – Der Anfänger (The Rookie)
- 1992: Jung und Leidenschaftlich – Wie das Leben so spielt (As the World Turns, Fernsehserie, 4 Folgen)
- 1993: The Portrait (Fernsehfilm)
- 1993: Ein Concierge zum Verlieben (For Love or Money)
- 1995: Crazy Party Girl (Party Girl)
- 1995: 25 Cents – Höre nie auf, dir etwas zu wünschen (Two Bits)
- 1995, 1999: Law & Order (Fernsehserie, 2 Folgen)
- 1996: ’M’ Word
- 1997: Silent Prey
- 1997: Der Eissturm (The Ice Storm)
- 1998: Jung, weiblich, gnadenlos (Jaded)
- 1999: Third Watch – Einsatz am Limit (Third Watch, Fernsehserie, Folge 1x03)
- 2000: Risiko – Der schnellste Weg zum Reichtum (Boiler Room)
- 2000: Pollock
- 2000: The $treet – Wer bietet mehr? (The $treet, Fernsehserie, Folge 1x02)
- 2001: Wet Hot American Summer
- 2001: Two for One (Fernsehfilm)
- 2001, 2006: Criminal Intent – Verbrechen im Visier (Law & Order: Criminal Intent, Fernsehserie, 2 Folgen)
- 2001–2016: Law & Order: Special Victims Unit (Fernsehserie, 3 Folgen)
- 2002: Bomb the System
- 2003: Ed – Der Bowling-Anwalt (Ed, Fernsehserie, Folge 4x04)
- 2003: Mona Lisas Lächeln (Mona Lisa Smile)
- 2005: A Perfect Fit
- 2005: Baxter – Der Superaufreißer (The Baxter)
- 2005: Syriana
- 2006: Brother’s Shadow
- 2011: 30 Rock (Fernsehserie, Folge 5x23 Traumurlaub)
- 2014: Away from Here
- 2014: Olive Kitteridge (Miniserie, 3 Folgen)
- 2014: St. Vincent
- 2014: The Affair (Fernsehserie, Folge 1x04 Am Abgrund)
- 2014: Fugly!
- 2015: Forever (Fernsehserie, Folge 1x21)
- 2015: Louder Than Bombs
- 2016: Madoff – Der 50-Milliarden Dollar Betrug (Madoff, Miniserie, Folge 1x02)
- 2017: Z: The Beginning of Everything (Fernsehserie, Folge 1x08)
- 2017: The Book of Henry (El libro de henry)
- 2018: The Big Take
- 2019: Cubby
- 2019: Der Distelfink (The Goldfinch)